# 앵거스 이브
앵거스 이브(영어: Angus Eve, 1972년 2월 23일 ~ )는 트리니다드 토바고의 전 축구 선수이자 현 축구 지도자로 최근 트리니다드 토바고 축구 국가대표팀의 사령탑을 역임했으며 선수 시절 미드필더로 활약하였다.

## 같이 보기
- A매치 100경기 이상 출전한 축구 선수 명단